# Исаевская (Шенкурский район)
Исаевская — деревня в Шенкурском районе Архангельской области. Входит в состав муниципального образования «Ровдинское».

## География
Деревня расположена в южной части Архангельской области, в таёжной зоне, в пределах северной части Русской равнины, в 55 километрах на юг от города Шенкурска, на правом берегу реки Ваги. Ближайшие населённые пункты: на севере деревня Копеецкая, на юге деревня Волковская.
Часовой пояс
Исаевская, как и вся Архангельская область, находится в часовой зоне МСК (московское время). Смещение применяемого времени относительно UTC составляет +3:00.

## Население
| 2002 | 2010 | 2012 |
| ---- | ---- | ---- |
| 11   | ↘2   | ↗3   |

## История
Указана в «Списке населённых мест по сведениям 1859 года» в составе Шенкурского уезда(1-го стана) Архангельской губернии под номером «1983» как «Исаевская(Хорошева)». Насчитывала 16 дворов, 60 жителей мужского пола и 68 женского.
В «Списке населенных мест Архангельской губернии к 1905 году» село Исаевское(Хорошева) насчитывает 19 дворов, 67 мужчин и 78 женщин.  В административном отношении село входило в состав Ровдинского сельского общества Ровдинской волости.
На 1 мая 1922 года в поселении 32 двора, 62 мужчины и 90 женщин.
В деревне в 1885 году на средства прихожан Ровдинского прихода, крестьян окрестных деревень, была построена часовня в честь иконы Казанской иконы Божией Матери.